# Gáz

A részecskék véletlenszerű hőmozgása, vagyis diffúziója. A mozgás teljesen rendezetlen, vagyis nincs benne semmi rendszer vagy periodicitás.

A gázrészecskék elektromos mező hiányában szabadon mozognak

A gáz forma az anyag egyik halmazállapota. Ha a hőmérséklet magasabb a kritikus hőmérsékletnél, gázról beszélünk; különben gőzről. Ha a halmaz részecskéi egymástól távol vannak, ideális esetben a köztük lévő kölcsönhatások – vagyis a vonzó és taszító erők – teljes mértékben elhanyagolhatók (ezek az ún. ideális gázok, azonban ez nagyon ritka). Mint a folyadékok, a gázok is fluidumok: képesek áramlani és nem állnak ellent a deformációnak, habár van viszkozitásuk. A folyadékokkal ellentétben a gázok nem öltik fel az őket tartalmazó test formáját, hanem igyekeznek a rendelkezésükre álló teret teljesen kitölteni. A gázokban meglévő mozgási energia a gázrészecskék – melyek lehetnek atomok (általában nemesgázok, mint a hélium, neon stb.), elemmolekulák (pl. kétatomos oxigén, nitrogén, bróm) vagy vegyületmolekulák (pl. szén-dioxid, nitrogén-oxidok) – nagy sebessége és állandó, véletlenszerű mozgása (diffúzió) miatt a második legnagyobb a halmazállapotok között (a plazma után). Ezen magasabb kinetikus energiaszint miatt a gázok atomjai/molekulái szinte teljesen rugalmasan visszapattannak az őket tároló anyag felületéről és egymásról is. Ez a folyamat a kinetikus energia növelésével erősödik. A gázok állapotát alapvetően a négy fő állapotjelzővel tudjuk meghatározni: a nyomás, a térfogat, a hőmérséklet és az anyagmennyiség segítségével.
Elterjedt tévhit, hogy a gázok nyomását a gázmolekulák egymásnak ütközésével magyarázzák, de valójában véletlenszerű sebességük elegendő a nyomás értékének meghatározásához. A kölcsönös ütközések csupán a Maxwell–Boltzmann-eloszlás megalapozásához voltak fontosak.

## Szóhasználat

Tetszőleges anyag általánosított fázisdiagramja. Kék vonal: szilárd–légnemű fázishatár. Piros vonal: folyadék–légnemű fázishatár (telített gőz). Zöld vonal: szilárd–folyadék fázishatár.

A „gáz” szó valószínűleg Jan Baptist van Helmont flamand kémikustól ered, aki a 17. század eleji nyelvújításkor használta először. A „gáz” a görög χάος (káosz, utalva a káoszelméletre) szó flamand kiejtése, vagyis pusztán az akkori alkímiai szokásoknak megfelelő átirata. A szó ilyen formájú megalkotásban valószínűleg befolyásolta Paracelsus munkássága.
Egy másik, alternatív történet szerint van Helmont a gahst vagy geist (jelentésük szellem vagy lélek) szavak eltorzított formájaként vezette be. Ez jól tükrözné a kor azon felfogását, mely szerint a gázok természetfeletti "képességekkel" bírnak, mint például a lángok kioltása és halál okozása, és melyek főként a "bányákban, kutak mélyén, temetőkben és magányos helyeken lakoznak."
Az angol nyelvű irodalomban a gas szót légnemű halmazállapot értelmében sokszor (gyűjtőfogalomként) használják. További félreértések alapja lehet, hogy az amerikai angolban a köznapi beszédben a gas a folyékony halmazállapotú, autó-üzemanyagként szolgáló benzint is jelenti. A szakmai szóhasználat ennél pontosabb:
| angol | magyar |
| ----- | ------ |
| gas   | gáz    |
| vapor | gőz    |
| steam | vízgőz |

## Elemi gázok
A normálállapotban (0 °C=273,15 K normál hőmérsékleten és 1 atm=101,325 kPa légköri nyomáson) stabilis gáz halmazállapotú kémiai anyagok közül egyetlen elemből épülnek fel a következők:
- a kétatomos molekulákból a hidrogén (H2), a nitrogén (N2), az oxigén (O2), illetve a halogének közül a fluor (F2) és a klór (Cl2);
- a nemesgázok („egyatomos molekulák”), vagyis a hélium (He), a neon (Ne), az argon (Ar), a kripton (Kr), a xenon (Xe) és a radon (Rn).

Ezek együtt alkotják az „elemi gázok” csoportját. Az alkotó kémiai elemektől való megkülönböztetés érdekében (főként angol nyelvterületen) használják még a „molekuláris gázok” elnevezést is.

## Fizikai tulajdonságok

### Állapotjelzők, állapotegyenletek
A gázok legfontosabb tulajdonságait, az állapotukat alapvetően a négy legfontosabb rájuk jellemző adattal, négy állapotjelzővel tudjuk leírni: nyomás, térfogat, hőmérséklet, anyagmennyiség. A köztük (bizonyos körülmények között) fennálló matematikai kapcsolatokat próbálják meg leírni a különböző állapotegyenletek, a kezdetlegesebbek és az általánosabbak is. Ezen egyenletek megfelelő állapotok esetén elég pontosan működnek, azonban teljesen általános, minden körülmény esetén tökéletesen működő állapotegyenletet nem ismerünk.
A nyomás azt mutatja meg, hogy adott felületre mekkora erővel hat (mekkora nyomást gyakorol rá) az adott gáz. A nyomás a gázrészecskék diffúziójának következménye, melynek során folyamatosan rugalmasan ütköznek a felülettel. A térfogat – mint extenzív mennyiség – a gáz térbeli kiterjedését mutatja meg; a hőmérséklet pedig az anyag belső energiáját. Az anyagmennyiség a jelen levő részecskék mennyiségét állapítja meg, mólokban kifejezve (1 mól kb. 6,022045·1023 részecskének felel meg).
A következőkben jelölje a nyomás Pa-ban (pascal) kifejezett értékét {\displaystyle p}, a térfogat m3-ben (köbméter) kifejezett értékét {\displaystyle V}, az abszolút (kelvinben mért) hőmérsékletet {\displaystyle T}, a hőmérséklet °C-ban kifejezett értékét {\displaystyle t}, a mólszámmal kifejezett anyagmennyiséget pedig {\displaystyle n}.

#### Állapotegyenletek fejlődése
Az első gázegyenletet Robert Boyle angol tudós 1662-ben megfigyelések útján rögzítette. Az egyenlet kimondja, hogy állandó anyagmennyiség és hőmérséklet mellett a gáz nyomása fordítottan arányos a térfogatával (vagyis a gázt összenyomva, nagyobb lesz a nyomás; kitágítva pedig kisebb), ami úgy is megfogalmazható, hogy a nyomás és a térfogat szorzata állandó. Ugyanerre az eredményre jutott 1679-ben Edme Mariotte francia tudós is. Ezért magyar nyelvterületen Boyle–Mariotte-törvénynek hívják a fenti állítást leíró {\displaystyle p_{1}V_{1}=p_{2}V_{2}} egyenletet.
1787-ben Jacques Charles francia természettudós kísérleti úton megállapította, hogy állandó nyomáson adott mennyiségű ideális gáz esetén a térfogat egyenesen arányos a hőmérséklettel {\displaystyle \left(V\sim T\right)}, vagyis {\displaystyle {\frac {V_{1}}{T_{1}}}={\frac {V_{2}}{T_{2}}}} – ez a Charles-törvény. 1802-ben a francia Joseph Louis Gay-Lussac hasonló eredményt publikált, több kísérleti bizonyítékot mutatva be, majd 1809-ben felállította saját összefüggését: állandó térfogatú, adott mennyiségű ideális gáz esetén a nyomás egyenesen arányos a hőmérséklettel {\displaystyle \left(p\sim T\right)}, vagyis {\displaystyle {\frac {p_{1}}{T_{1}}}={\frac {p_{2}}{T_{2}}}} – ez a Gay-Lussac-törvény.
1811-ben Amedeo Avogadro olasz fizikus felállította a ma nevét viselő Avogadro-törvényt: ideális gáz térfogata egyenesen arányos az anyagmennyiségével{\displaystyle \left(T\sim n\right)}, vagyis {\displaystyle {\frac {V_{1}}{n_{1}}}={\frac {V_{2}}{n_{2}}}}.
Az úgynevezett egyesített gáztörvény a Boyle–Mariotte-törvény és a Gay-Lussac-törvény együtteséből áll elő: {\displaystyle {\frac {p_{1}V_{1}}{T_{1}}}={\frac {p_{2}V_{2}}{T_{2}}}}. Ezzel együtt az Avogadro-törvény megadja az általános gáztörvényt: ideális gázokra fennáll a {\displaystyle pV=nRT} összefüggés, ahol R=8,314 J/mol·K az egyetemes gázállandó.
A későbbiekben a nem ideális gázokra számos összetettebb egyenletet felállítottak, ezek közül a legfontosabbak: Van der Waals-egyenlet, Redlich–Kwong egyenlet, Berthelot-egyenletek, Dieterici-egyenlet, Clausius-egyenlet, Virial-egyenlet, Peng–Robinson-egyenlet, Wohl-egyenlet, Beattie–Bridgeman-egyenlet, Benedict–Webb–Rubin-egyenlet. Jellemzőjük, hogy mindegyikben szerepelnek kísérletileg meghatározott, különböző paraméterek/konstansok.

### További források
- Anderson, John D.: Modern Compressible Flow: Third Edition; New York, McGraw-Hill (2004); ISBN=0-07-124136-1
- Anderson, John D.: Fundamentals of Aerodynamics: Fourth Edition; New York, McGraw-Hill (2007); ISBN=0-07-295046-3
- Hill, Philip; Peterson, Carl: Mechanics and Thermodynamics of Propulsion: Second Edition;Addison-Wesley (1992); ISBN=0-201-14659-2
- Laurendeau, Normand M.: Statistical Thermodynamics: Fundamentals and Applications; Cambridge University Press (2006)